# Bernhard Thüssing
Friedrich Bernhard Thüssing (* 10. August 1810 in Ostbevern; † 2. August 1881 in Dortmund) war Justizkommissar, Notar und Politiker. Als solcher war er Mitglied der Frankfurter Nationalversammlung.

## Leben
Thüssing wurde in Ostbevern als Sohn des Rentmeisters und fürstbischöflichen Notars Georg Heinrich Joseph Thüssing geboren. Von 1829 bis 1831 studierte er Rechtswissenschaft in Bonn und Heidelberg. Von 1831 bis 1844 war er Justizkommissar und Notar in Münster, dann in Ahlen und von 1845 bis 1862 in Warendorf und schließlich bis 1881 als Justizrat in Dortmund.

## Politik
Nach 1845 war er Mitglied des Magistrats in Warendorf. 1848/1849 nahm er führend an der demokratischen Bewegung in Warendorf teil. Dabei wurde er ein Gegner Wilhelm Emmanuel von Kettelers. Dessen konservative Kirchentreue hielt er die Entwicklung des modernen Staates entgegen:

„Der Staat ist das einzige Rechtssubjekt, welches seine rechtliche Existenz aus sich selbst, aus dem Gesamtwillen des ganzen Volkes hat, nicht aber die Gemeinde.“

Von 1848 bis 1849 war er der Vorsitzende des Volksvereins für deutsche Freiheit und Einheit in Warendorf. Im März 1848 war er der Mitunterzeichner einer Sympathieadresse Warendorfer Bürger an die Aufständischen in Berlin. Im Dezember 1848 war er vorübergehend in Haft wegen Teilnahme an der Steuerverweigerungsbewegung in Warendorf. 1850 Freispruch durch ein Schwurgericht in Hamm.  Das Disziplinarverfahren wegen politischer Aktivitäten in den Jahren 1848/1849 endete ebenfalls mit einem Freispruch durch den Anwaltsehrenrat von Warendorf.
Vom 22. Februar 1849 bis 30. Mai 1849 vertrat er die 19. Provinz Westfalen (Lengerich) Fraktion Deutscher Hof in der Frankfurter Nationalversammlung. Sein Vorgänger war Wilhelm Emmanuel von Ketteler.
1849 war er Mitglied der 2. Kammer des preußischen Landtags in Berlin in der Fraktion Äußerste Linke.